# Canadiens de Fredericton
Pour les articles homonymes, voir Fredericton (homonymie).
Les Canadiens de Fredericton sont une franchise professionnelle de hockey sur glace basée à Fredericton, au Nouveau-Brunswick au Canada et ayant évolué dans la Ligue américaine de hockey de 1990 à 1999.

## Histoire
Créée en 1990 après le déménagement des Canadiens de Sherbrooke à Fredericton, la franchise était le club école des Canadiens de Montréal de la Ligue nationale de hockey.
En neuf saisons, ils ont remporté un titre de division en 1992 et participé à une finale de la Coupe Calder perdue contre les River Rats d'Albany en 1995.
En 1999, la franchise déménage une nouvelle fois et retourne au Québec, dans la ville de Québec où elle devient les Citadelles de Québec.

## Statistiques
| Année   | PJ | V  | D  | N  | DP | Pts | BP  | BC  | Classement Final      | Séries éliminatoires                                                                                               |
| ------- | -- | -- | -- | -- | -- | --- | --- | --- | --------------------- | --- |
| 1990-91 | 80 | 36 | 35 | 9  | -- | 81  | 295 | 292 | 4e division Nord      | 1-1 (12-7) Mariners du Maine 3-4 Indians de Springfield                                                            |
| 1991-92 | 80 | 43 | 27 | 10 | -- | 96  | 314 | 254 | 1er division Atlantic | 3-4 Hawks de Moncton                                                                                               |
| 1992-93 | 80 | 38 | 31 | 11 | -- | 87  | 314 | 278 | 2e division Atlantic  | 1-4 Oilers du Cap-Breton                                                                                           |
| 1993-94 | 80 | 31 | 42 | 7  | -- | 69  | 294 | 296 | e division Atlantic   | Non qualifiés |
| 1994-95 | 80 | 35 | 40 | 5  | -- | 75  | 274 | 288 | 3e division Atlantic  | 4-1 Maple Leafs de Saint-Jean 4-2 Senators de l'Île-du-Prince-Édouard 2-0 Aces de Cornwall 0-4 River Rats d'Albany |
| 1995-96 | 80 | 34 | 35 | 11 | -- | 79  | 307 | 308 | 4e division Atlantic  | 3-2 Senators de l'Île-du-Prince-Édouard 1-4 Maple Leafs de Saint-Jean                                              |
| 1996-97 | 80 | 26 | 44 | 8  | 2  | 62  | 234 | 283 | 4e division Canadian  | Non qualifiés |
| 1997-98 | 80 | 33 | 32 | 10 | 5  | 81  | 245 | 244 | 2e division Atlantic  | 1-3 Pirates de Portland                                                                                            |
| 1998-99 | 80 | 33 | 36 | 6  | 5  | 77  | 246 | 246 | 3e division Atlantic  | 3-2 Maple Leafs de Saint-Jean 4-0 Flames de Saint-Jean 2-4 Bruins de Providence                                    |

## Entraîneurs
- Paulin Bordeleau
- Michel Therrien